# Edith Arnheim
Edith Arnheim (nascuda Lasch, Praga, 21 de febrer de 1884 – Estocolm, 16 d'octubre de 1964) va ser una tennista sueca que va competir als Jocs Olímpics de 1912 d'Estocolm.
Va perdre la medalla de bronze contra Molla Bjurstedt en la competició individual femenina. En la prova indoor individual fou eliminada en quarts de final. En els dobles mixtos exteriors i dobles mixtos interiors va fer parella amb Carl-Olof Nylén, perdent en ambdós casos en primera ronda.